# Parco nazionale della penisola di Onega
Il parco nazionale della penisola di Onega (in russo Национальный парк «Онежское Поморье», Nacional'nyj park «Onežskoye Pomor'ye») è un parco nazionale del nord della Russia, situato nella penisola di Onega, nei rajon di Onega e del Litorale dell'oblast' di Arcangelo. Istituito il 26 febbraio 2013, protegge una regione caratterizzata da foreste vergini e paesaggi costieri, estendendosi su un'area di 2016 km².

## Storia
I lavori per l'organizzazione di un parco nazionale nella penisola di Onega ebbero inizio nel 1997. Nel 2002, i confini del parco furono concordati con l'amministrazione dell'oblast' di Arcangelo. La sua istituzione, tuttavia, ha avuto luogo solamente il 26 febbraio 2013.

## Geografia
Il parco, non raggiungibile con mezzi di trasporto dalla terraferma, si trova nella parte settentrionale della penisola di Onega ed è circondato da due baie del mar Bianco: la baia dell'Onega e la baia della Dvina. La maggior parte del territorio protetto è forestale, l'habitat adatto per animali come orsi bruni, lupi, alci e volpi. Nelle acque del mar Bianco è anche probabile l'avvistamento di beluga, che migrano in questa zona durante la primavera. D'inverno, invece, il mare si ricopre di ghiaccio ed è più difficile avvistare fauna marina. A maggio gli orsi si risvegliano dal letargo e, sulla costa, vagano fra le pozze di marea alla ricerca di cibo, sovente accontentandosi anche solo di alghe.

## Turismo
I potenziali visitatori devono richiedere il permesso alle competenti autorità regionali con largo anticipo, e la permanenza nel parco non può superare i 10 giorni; coloro che risiedono nelle aree circostanti, invece, possono restare nel parco fino a un anno.